# Bullshit munkák
A Bullshit munkák (eredetileg angolul Bullshit Jobs: A Theory) David Graeber amerikai antropológus 2018-as könyve, amely az értelmetlen munkahelyekről szól, és elemzi azok társadalmi kárát. Azt állítja, hogy az állások több mint fele haszontalan. Mindez pszichológiailag pusztítóvá válik, ha olyan morállal párosul, amely a munkának önértéket tulajdonít. A szerző az egyetemes alapjövedelmet javasolja lehetséges megoldásként.

## Címe
Az angol bullshit szó jelentése magyarul bikaszar, átvitt értelemben hamis beszéd, kamuzás, hanta, baromság; fals, nem igazi dolog.

## Tartalom

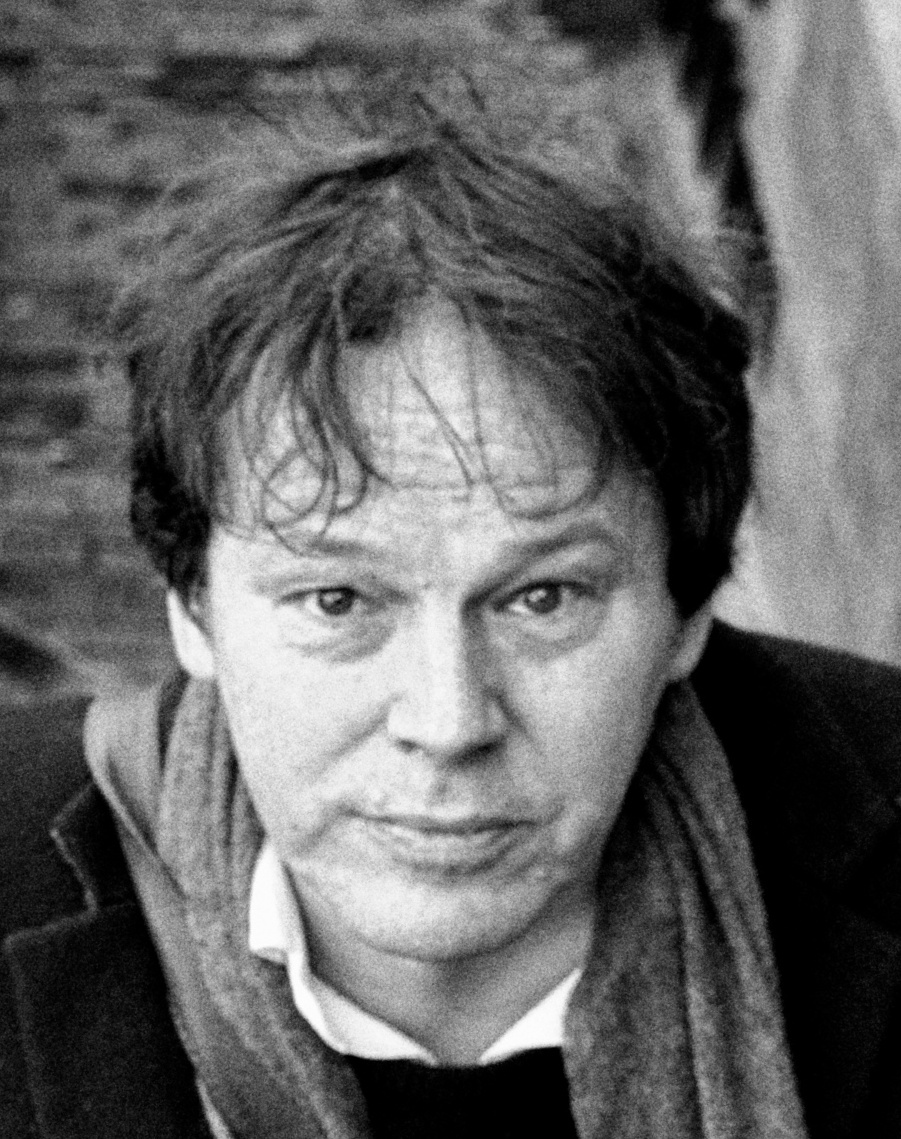
David Graeber 2015-ben

A Bullshit munkák című könyvben az önmagát anarchistának tartó David Graeber azt állítja, hogy az automatizálás munkatermelékenységi előnyei nem a 15 órás munkahéthez vezettek, amint azt John Maynard Keynes közgazdász 1930-ban jósolta, hanem ehelyett a munkamegosztás vadhajtásaként megjelentek az úgynevezett „bullshit munkák”: ez „a fizetett foglalkoztatás egyik formája, amely teljesen értelmetlen, annyira felesleges vagy káros, hogy még az elvégzője sem tudja igazolni a létezését, pedig a munkavállaló az alkalmazási feltételek részeként kötelességének érzi, hogy úgy tegyen, mintha ez nem így lenne.”

### A bullshit munkahelyek típusai
A szerző szerint az állások több mint fele értelmetlen, mind egyes munkák nagy része, mind pedig – amint leírja – öt teljesen értelmetlen munka típusa:
1. lakájok, akik arra szolgálnak, hogy feletteseik vagy vendégeik fontosnak érezzék magukat, pl. recepciósok, adminisztratív asszisztensek, ajtónállók
2. ostobák, akik munkáltatóik nevében másokat károsítanak vagy megtévesztenek, pl. lobbisták, vállalati jogászok, telemarketingesek, közönségkapcsolati szakemberek
3. szigszalagozók, akik ideiglenesen megoldják a véglegesen megoldható problémákat, pl. silány kódot javító programozók, a légitársaság pultjának munkatársai, akik megnyugtatják azokat az utasokat, akiknek a táskája nem érkezik meg
4. aktakukacok, akik azt a látszatot keltik, hogy valami hasznos dolog történik, ha nem, pl. felmérés adminisztrátorok, belső magazin újságírók, vállalati megfelelőségi tisztviselők
5. hajcsárok, akik irányítják – vagy további munkát hoznak létre azok számára, akiknek nincs rá szükségük, pl. középvezető, vezetői szakemberek[2]

### Okai és a megszüntetésükhöz vezető út
Graeber azzal érvel, hogy ezek a munkahelyek nagyrészt a magánszektorban vannak, annak ellenére hogy a piaci versenynek ki kellene gyomlálnia a hatékonytalanságot. A vállalatoknál azt a következtetést vonja le, hogy a szolgáltatói szektor munkahelyeinek növekedése kevésbé a gazdasági szükségleteknek köszönhető, mint a „vezetői feudalizmusnak”, amelyben a munkáltatóknak alárendelt emberekre van szükségük ahhoz, hogy fontosnak érezzék magukat, és megőrizzék versenyképességüket és hatalmukat.  A társadalomban a puritán-kapitalista munkamorálnak tulajdonítja, hogy a kapitalizmus munkáját vallási kötelességgé tette: a munkavállalók nem jutottak semmiféle előnyhöz a megnövekedett termelékenység által, mivel társadalmi normaként úgy vélik, hogy a munka meghatározza önértéküket, még akkor is, ha értelmetlennek találják ezt a munkát. Graeber ezt a ciklust „mély pszichológiai erőszaknak” és „hegként érzi kollektív lelkünkön”. Graeber azt javasolja, hogy az egyik kihívás, hogy szembenézzünk a baromságokkal kapcsolatos érzéseinkkel, a viselkedési szkript hiánya, ugyanúgy, ahogyan az emberek nem biztosak abban, hogyan érezhetik magukat, ha viszonzatlan szeretetnek vannak kitéve. Viszont ahelyett, hogy kijavítaná ezt a rendszert, írja Graeber, az egyének megtámadják azokat, akiknek munkája veleszületetten teljesül. 
Graeber úgy véli, hogy a munka, mint az erény forrása, egy nemrégiben felmerült ötlet, hogy a munkát a klasszikus időkben az arisztokrácia megvetette, de a korai modernkorban a radikális filozófusok, mint John Locke, erényessé fordították. A szenvedésen keresztüli erény puritán gondolata nemesnek igazolta a munkásosztály fáradságát.  Úgy folytatja Graeber az eszmét, hogy a bullshit munkák igazolják a korabeli életviteleket: hogy az unalmas munka fájdalmai megfelelő igazolást jelentenek a fogyasztói vágyak teljesítésének képességére, és hogy e vágyak teljesítése valóban az értelmetlen munkával járó szenvedés jutalma. Ennek megfelelően az idő múlásával a technológiai fejlődésből származó jólét újból az ipar és a fogyasztók növekedésébe fektetett vissza saját érdekében, nem pedig a munkából származó szabadidő megvásárlásáért. baromsági munkák politikai célokat is szolgálnak, amelyekben a politikai pártokat jobban érdekli a munkahelyük, mint az, hogy a munkák megfelelnek-e. Emellett állítása szerint az elfoglalt munkával foglalkozó lakosságnak kevesebb ideje van a lázadásra.
Potenciális megoldásként Graeber egyetemes alapjövedelmet javasol, amely mindenki számára fizetett, megélhető juttatás, képesítés nélkül, amely lehetővé tenné az emberek számára, hogy szabadidejükben dolgozzanak.  A szerző a tömörítés és a lazítás természetes emberi munkaciklusát tartja a legeredményesebb munkamódnak, mivel a gazdák, halászok, harcosok és regényírók a munka szigorúságában a termelékenység iránti igény, nem pedig a szokásos munkaidő alapján változnak, amelyek tetszőlegesnek tűnhetnek a termelékenység ciklusaihoz képest. Graeber állítása szerint a felesleges munkával nem töltött időt inkább kreatív tevékenységekre lehet fordítani.

## Kiadás
2013-ban Graeber a radikális Strike! magazinban egy esszét tett közzé „A bullshit munkák jelenségéről” címmel, amely számos kortárs munka értelmetlenségét állította, különösen a pénzügyi, a jogi, az emberi erőforrások, a közönségkapcsolatok és a tanácsadás területén. Népszerűsége, több mint egymillió kattintással, lefagyasztotta a magazin honlapját. Az esszét ezt követően 12 nyelvre fordították le.
YouGov cég végzett egy ehhez kapcsolódó közvélemény-kutatást, amelyben a megkérdezett britek 37%-a úgy gondolta, hogy munkájuk nem járul hozzá „értelmesen” a világhoz.
Ezt követően Graeber több száz ajánlást kért a baromságokról, és esetét könyvvé változtatta: ez lett a Bullshit Jobs: A Theory, melyet a Simon & Schuster Kiadó jelentetett meg 2018 májusában.
2018 végére a könyvet lefordították francia, német, olasz, spanyol, lengyel és kínai nyelvre. 2020-ban jelent meg magyarul a Typotex Kiadónál.

## Fogadtatás
A The Times egyik áttekintése dicséri a könyv tudományos szigorát és humorát, különösen néhány munkapéldában, de összességében úgy érezte, hogy Graeber érvelése „élvezetesen túlértékelt”. A bíráló meggyőzőnek találta Graeber történelmi munkamorál-érvelését, ugyanakkor más szempontokkal is ellenérveket kínált fel: hogy az átlagos brit munkahét az elmúlt évszázadban csökkent, hogy Graeber érvelése az értelmetlen munka teljes arányáról túlzottan megbízható a YouGov-felmérésben, és hogy ugyanez a felmérés nem állítja, hogy „az emberek többsége utálja a munkáját”. A bíráló azt állítja, hogy bár a „vezetői feudalizmus” megmagyarázhatja a flukkik létét, Graeber más típusú baromságai a versenynek, a kormányzati szabályozásnak, a hosszú ellátási láncoknak és a nem hatékony vállalatok hervadásának köszönhetik létüket - ugyanazok az összetevők felelősek a fejlett luxusért: a kapitalizmus, mint például az okostelefonok és az egész éves termékek. 

## Magyarul
- Bullshit munkák; ford. Boross Ottilia; Typotex, Bp., 2020

## Fordítás
- Ez a szócikk részben vagy egészben  a   Bullshit Jobs című angol Wikipédia-szócikk ezen változatának fordításán alapul.  Az eredeti cikk szerkesztőit annak laptörténete sorolja fel. Ez a jelzés csupán a megfogalmazás eredetét és a szerzői jogokat jelzi, nem szolgál a cikkben szereplő információk forrásmegjelöléseként.